# Gladiolus leptosiphon
Gladiolus leptosiphon là một loài thực vật có hoa trong họ Diên vĩ. Loài này được F.Bolus miêu tả khoa học đầu tiên năm 1915.